# Lasioglossum tessaranotatum
Lasioglossum tessaranotatum is een vliesvleugelig insect uit de familie Halictidae. De wetenschappelijke naam van de soort is voor het eerst geldig gepubliceerd in 1998 door Ebmer.